# الفاشية في أوروبا
الفاشية في أوروبا هي مجموعة من الأيديولوجيات الفاشية المختلفة التي مارستها الحكومات والمنظمات السياسية في أوروبا خلال القرن العشرين. ولدت الفاشية في إيطاليا في أعقاب الحرب العالمية الأولى، ثم نشأت حركات فاشية أخرى متأثرة بالفاشية الإيطالية في مختلف أنحاء أوروبا. من بين المذاهب السياسية التي عُرِفت على أنها أصول الأيديولوجية الفاشية في أوروبا هي الجمع بين الوحدة الوطنية التقليدية والخطاب الثوري المناهض للديمقراطية الذي تبناه القومي المتكامل شارل موراس والنقابي الثوري جورج سيرويل في فرنسا.
يمكن رؤية أول أسس الفاشية في الممارسة العملية في ريجنسي كارنارو الإيطالي، بقيادة القومي الإيطالي غابرييل دانونزيو، الذي استخدم بينيتو موسوليني العديد من سياساته وفلسفته الجمالية لاحقًا، وأسس موسوليني العمل الثوري الفاشي في عام 1914 اعتمادًا على فاشيته الإيطالية القتالية. على الرغم من حقيقة أن أعضائها أشاروا إلى أنفسهم بصفتهم «فاشيين»، إلا أن الأيديولوجية ارتكزت على النقابية الوطنية. لم تتطور الأيديولوجية الفاشية بشكل كامل حتى عام 1921، عندما حوّل موسوليني حركته إلى الحزب الوطني الفاشي، الذي دمج آنذاك الرابطة الوطنية الإيطالية في عام 1923. أنشأت الرابطة الوطنية الإيطالية مجازات فاشية مثل زي القمصان الملونة الرسمي، وحصلت أيضًا على دعم الفاشيين الأوائل المهمين مثل دانونزيو والمفكر القومي إنريكو كوراديني.
كان الإعلان الأول عن الموقف السياسي للفاشية هو البيان الفاشي، الذي كتبه النقابي الوطني ألسيست دي أمبريس، والشاعر المستقبلي فيليبو توماسو مارينيتي ونُشر في عام 1919. قدم البيان العديد من السياسات، مثل المركزية، وإلغاء مجلس الشيوخ وتشكيل المجالس الوطنية الموالية للدولة، وتوسيع القوة العسكرية، وتبنى نظام موسوليني دعم الميليشيات (القمصان السود، على سبيل المثال)، في حين أن الدعوات الأخرى مثل الاقتراع العمومي، والسياسة الخارجية السلمية جرى التخلي عنها. أصبح دي أمبريس فيما بعد معاديًا للفاشية. في عام 1932 قدم مقال «مذهب الفاشية» الذي كتبه موسوليني وجيوفاني جنتيلي، الخطوط العريضة للفاشية وكان أفضل تمثيلًا لنظام حكم موسوليني.

## الأنظمة الحاكمة والأحزاب
يؤكد بعض الباحثين أن مصطلح «الفاشية» لا ينبغي أن يستخدم إلا في التعبير عن أيديولوجية الحزب الوطني الفاشي في عهد بينيتو موسوليني في إيطاليا، الذي حكم في الفترة منذ عام 1922 وحتى عام 1943. ومع ذلك، فالأنظمة الأوروبية الأخرى التي أظهرت أوجه تشابه قوية مع حكم موسوليني توصف شعبيًا بأنها فاشية. تتضمن الأنظمة الأوروبية التي غالبًا ما توصف بالفاشية أو المتأثرة بشدة بالفاشية ما يلي:
- الحزب الوطني الفاشي/الحزب الفاشي الجمهوري في إيطاليا والجمهورية الإيطالية الاشتراكية تحت حكم نظام بينيتو موسوليني (1922-1945).
- حزب العمال الألماني الاشتراكي الوطني في ألمانيا تحت حكم نظام أدولف هتلر (1933-1945) (القائم حول الأيديولوجية الاشتراكية القومية، التي تأثرت بشدة بالفاشية).
- الاتحاد الوطني في البرتغال بقيادة أنطونيو دو أوليفيرا سالازار ومارسيلو كايتانو (1933-1974). رفض سالازار دائمًا التسمية الفاشية منتقدًا «تمجيد الشباب، ومذهب القوة من خلال العمل المباشر، ومبدأ تفوق السلطة السياسية للدولة في الحياة الاجتماعية، والميل لتنظيم الجماهير خلف زعيم واحد» باعتبارها اختلافات جوهرية بين الفاشية والنقابوية الكاثوليكية في إستادو نوفو، لكن نظام حكمه تبنى العديد من السمات الفاشية ومن أبرز الأمثلة منظمتي الفيلق البرتغالي والشباب البرتغالي، ولكن هذه المؤسسات كانت أكثر قليلًا من مجرد واجهة زائفة ولم يكن لها أي تأثير سياسي، فبعد نهاية الحرب الأهلية الإسبانية، نأى سالازار بنظامه عن الفاشية بسبب توجهاته المؤيدة لبريطانيا.[7][8]
- جبهة الوطن في النمسا تحت حكم إنغلبرت دولفوس وكورت شوشنيغ (1934-1938) (القائمة حول الأيديولوجية الفاشية النمساوية، التي تأثرت بشدة بالفاشية الإيطالية).[9]
- الاتحاد الراديكالي اليوغوسلافي في يوغوسلافيا بقيادة ميلان ستويادينوفيتش (1935-1939) (افتقر نظام ستويادينوفيتش إلى السمات الفاشية لكونه حركة جماعية واستبدادية؛ ومع ذلك، كان نظامه مستوحى بشدة من الفاشية).
- نظام الرابع من أغسطس في اليونان بقيادة ايوانيس متاكساس (1936-1941) (لم يكن نظام متاكساس فاشيًا بشكل كامل لكنه تبنى العديد من السمات الفاشية وكمثال على ذلك منظمة الشباب الوطنية. كان النظام قائمًا حول المتاكسمية، المتأثرة بالفاشية).
- الكتائب التقليدية والجمعيات الدفاعية النقابية الوطنية في إسبانيا بقيادة فرانثيسكو فرانكو (1939-1975) (بعد عام 1945 نأى فرانكو بنظام حكمه عن الفاشية، لكنه بقي سلطويًا وقوميًا للغاية، وقائمًا على الأيديولوجية الفالانجية).